# Phyllonorycter kisoensis
Phyllonorycter kisoensis är en fjärilsart som beskrevs av Tosio Kumata och Park 1978. Phyllonorycter kisoensis ingår i släktet guldmalar, och familjen styltmalar. Inga underarter finns listade i Catalogue of Life.